# Justicia nelsonii
Justicia nelsonii là một loài thực vật có hoa trong họ Ô rô. Loài này được (Greenm.) T.F. Daniel mô tả khoa học đầu tiên năm 2002.